# Apoplast

Diagrama d'absorció d'aigua per les rels d'una planta

Vies apoplàstica i simplàstica en les plantes

L'apoplast o apoplasma és un espai extracel·lular perifèric al plasmalema de les cèl·lules vegetals per on flueixen aigua i altres substàncies; aquest transport es diu que es realitza per la via de l'apoplast. En les arrels arriba a representar un 10% del seu volum.
Apoplast es va definir prèviament com "tot menys el simplast, que consisteix en la paret cel·lular i els espais entre les cèl·lules on l'aigua i els soluts es mouen lliurement". Però, donat que els soluts no es poden moure lliurement a través dels espais d'aire entre les cèl·lules de la planta ni a través de la cutícula, aquesta definició ha estat canviada.
Estructuralment, l'apoplast està format pel continu de les parets cel·lulars de les cèl·lules adjacents, així com els espais extracel·lulars, formant un nivell de compartiment de teixit comparable al simplast.
En les arrels la ruta de l'apoplast a través de l'endodermis està impedida donat que la banda de Caspary, impregnada de lignina i suberina (impermeables), provoca que el flux sigui a través del citoplasma de les cèl·lules (és a dir, a través del simplast).
La via de l'apoplast transporta substàncies molt diverses, com el diòxid de carboni (que es capta de l'atmosfera i que ha de ser transportat al cloroplast perquè intervingui en la fixació del carboni durant la fotosíntesi), sals minerals (captades del sòl a través de l'arrel) i fins i tot elements de resposta a l'estrès (per exemple, intervé en la resistència sistèmica adquirida a fitopatògens).